# Osvaldo Rodríguez (meksykański piłkarz)
Osvaldo Rodríguez del Portal (ur. 10 września 1996 w San Luis Potosí) – meksykański piłkarz występujący na pozycji lewego obrońcy, reprezentant Meksyku, od 2024 roku zawodnik Tigres UANL.

## Kariera klubowa
Rodríguez jest wychowankiem akademii juniorskiej klubu CF Pachuca, przez której wysłanników został dostrzeżony jako jedenastolatek, gdy występował w reprezentacji stanu San Luis Potosí. W pierwszej drużynie Pachuki premierowy mecz rozegrał za kadencji szkoleniowca Enrique Mezy, w lutym 2014 z drugoligową Altamirą (3:1) w ramach krajowego pucharu (Copa MX). Na stałe do seniorskiego zespołu został jednak włączony dopiero kilka miesięcy później przez trenera Diego Alonso, w Liga MX debiutując 15 sierpnia 2015 w przegranym 1:2 spotkaniu z Pumas UNAM. W wiosennym sezonie Clausura 2016 zdobył z Pachucą mistrzostwo Meksyku, lecz sam był głębokim rezerwowym, nie rozgrywając wówczas żadnego ligowego spotkania. Bezpośrednio po tym – wobec nikłych szans na grę – został wypożyczony do ekipy Club León, w ramach współpracy pomiędzy obydwoma drużynami (posiadającymi wspólnego właściciela – Grupo Pachuca).
| Sezon     | Klub       | Kraj   | Rozgrywki | Mecze | Bramki |
| --------- | ---------- | ------ | --------- | ----- | ------ |
| 2015/2016 | CF Pachuca | Meksyk | Liga MX   | 10    | 0      |
| 2016/2017 | Club León  | Meksyk | Liga MX   |       |        |

## Kariera reprezentacyjna
W październiku 2013 Rodríguez został powołany przez Raúla Gutiérreza do reprezentacji Meksyku U-17 na Mistrzostwa Świata U-17 w ZEA. Tam miał niepodważalne miejsce w wyjściowej jedenastce i rozegrał na lewej obronie wszystkie siedem spotkań w pierwszym składzie, natomiast Meksykanie dotarli aż do finału, w którym przegrali ostatecznie z Nigerią (0:3), zdobywając juniorskie wicemistrzostwo świata.
W maju 2015 Rodríguez znalazł się w ogłoszonym przez Sergio Almaguera składzie reprezentacji Meksyku U-20 na Mistrzostwa Świata U-20 w Nowej Zelandii. Tym razem pełnił jednak wyłącznie rolę rezerwowego dla bardziej doświadczonego Kevina Gutiérreza i ani razu nie pojawił się na boisku, zaś jego drużyna zakończyła swój udział w młodzieżowym mundialu już na fazie grupowej.
W 2016 roku Rodríguez, w barwach olimpijskiej reprezentacji Meksyku U-23 prowadzonej przez Raúla Gutiérreza, wziął udział w prestiżowym towarzyskim Turnieju w Tulonie, podczas którego wystąpił w jednym z czterech możliwych meczów, natomiast meksykańska ekipa zajęła dopiero czwarte miejsce w liczącej pięć drużyn grupie i nie zakwalifikowała się do fazy pucharowej.